# Miguel La Rosa
Miguel Luis La Rosa (nacido el 13 de septiembre de 1930) es un exfutbolista argentino. Jugaba como mediocampista y su club de debut fue Rosario Central.

## Carrera

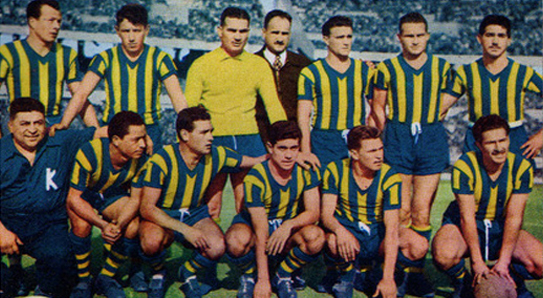
Rosario Central en 1954. Parados: Ángel Zof, Miguel La Rosa, Pedro Botazzi, Federico Vairo, Juan Carlos Miranda, José Minni; hincados: Antonio Gauna, Humberto Rosa, Oscar Massei, Raúl Gómez, Juan Portaluppi.

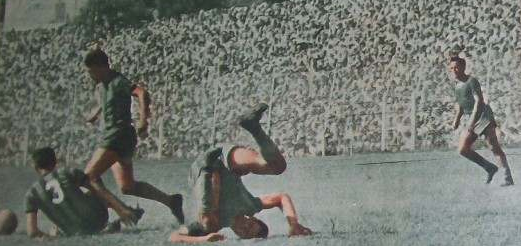
La Rosa se lleva el balón, en una acción correspondiente a un Central-Boca de 1953.

Desempeñándose como mediocampista tanto por derecha como por izquierda, La Rosa sumó sus primeros partidos en el equipo mayor de Rosario Central durante el Campeonato de Primera División 1952; dos años más tarde ya era habitual titular, jugando por el sector derecho y acompañado por José Minni o Alberto Ducca y Ángel Tulio Zof. En 1957 pasó a desempeñarse habitualmente por izquierda, en la línea media que completaban Carlos Álvarez y Minni. Dejó el cuadro de Arroyito en 1959, tras ocho temporadas, totalizando 169 partidos jugados y 5 goles convertidos, cuatro de ellos de tiro penal.
En 1960 cruzó de vereda y fichó por Newell's Old Boys, equipo con el que le tocó descender de categoría en esa temporada.
Universitario y cantor de tangos, aprovechó la gira de Rosario Central en 1957 por Brasil para presentar un espectáculo al que denominó Una noche de Gardel.

## Clubes
| Club              | País      | Año       |
| ----------------- | --------- | --------- |
| Rosario Central   | Argentina | 1952-1959 |
| Newell's Old Boys | Argentina | 1960-1961 |